# Louk Hulsman
Lodewijk Henri Christiaan Hulsman, dit Louk Hulsman, né le 8 mars 1923 à Kerkrade et décédé le 28 janvier 2009 à Dordrecht, est un chercheur en sciences humaines et sociales néerlandais. Il fut professeur de droit pénal et criminologie à l'université Érasme de Rotterdam. Il est la figure principal de l'abolitionnisme pénal, mouvement politique et intellectuel qui se développe à partir des années 1960 en Europe.

## Biographie
Dans la première partie du livre Peines Perdues, Louk Hulsman raconte sa vie à Jacqueline Bernat de Celis.
Louk Hulsman grandit aux Pays-Bas dans une famille très religieuse. Il est donc marqué par une éducation scolastique de type piétiste, selon laquelle il y a des humains « bons » et d’autres « mauvais », un paradis et un enfer. Au cours de ces études en droit pénal, il se rendra compte que l’idéologie de l’État suit aussi une logique binaire, manichéenne, entre les humains qui méritent d’être aidés et ceux qui sont perdus à jamais, exclus, marginalisés. Ce sera une nouvelle révélation pour lui de comprendre que les choses ne sont pas aussi simples que cela.
Pendant sa jeunesse, il est également marqué par la guerre d’Espagne. Il se rend compte progressivement que le récit nationaliste en faveur de Franco est un acte de propagande, lorsqu’il prend connaissance des témoignages des combattants contre Franco. Il ressent une honte d’avoir cru aux discours pro-Franco qui circulaient dans son milieu social, alors que ce sont les républicains et les autres personnes de gauche qui défendent vraiment les valeurs d’égalité, de justice, de liberté.
Sous l’occupation allemande des Pays-Bas, il est arrêté pour usurpation d’identité. Il avait falsifié son statut pour éviter d’être envoyé en Allemagne pour faire du travail forcé. En punition, il est envoyé dans un camp de concentration. Ce sera pour lui un moment déterminant de sa vie, une « expérience de la détention » qui le fera s’engager pour la libération de tous les prisonniers et l’abolition du système pénal.
Après la guerre, il entreprend des études en droit pénal. Il est étudiant puis assistant du professeur Van Bemmelen, dont il retient surtout l’approche critique du droit, dans un contexte où l’orthodoxie vis-à-vis du droit est largement majoritaire.
Il commence sa carrière professionnelle au Ministère de la défense, au service juridique chargé notamment de répondre aux requêtes de grâce et de libération conditionnelle. Peu de temps après, pendant deux ans, il est chargé de mission à Paris pour participer aux travaux du Comité intérimaire pour la Communauté européenne de défense. L’objet de son travail est la rédaction d’un code militaire européen et d’un règlement européen d’entraide juridique, avortés car la France a refusé de signer. Il est ensuite rattaché au Ministère de la Justice, en tant que président du Comité européen pour les problèmes criminels, à Strasbourg, avec notamment le psychologue social anglais Denis Chapman.
En 1964, Louk Hulsman devient professeur de droit pénal à l’université de Rotterdam. Il prend progressivement une position abolitionniste. Grâce à sa curiosité pour les sciences sociales, il propose une approche originale du droit et de la pédagogie. En 1970, il réalise une expérience sur le jugement judiciaire automatisé par ordinateur. En rentrant des cas judiciaires dans le programme informatique et en demandant à l’ordinateur de proposer un jugement type, l’ordinateur répond à chaque fois : « pas de peine ». Hulsman réagit alors avec stupeur : « Jamais les conditions ne se trouvaient toutes réunies pour que le tribunal puisse prononcer une peine juste dans le cadre du système! » (Peines perdues, p. 21). Il prend ainsi conscience du « non sens » du droit : « Je comprenais tout à coup que ce que nous faisons avec le droit ressemble à ce que les Romains faisaient avec leurs oiseaux et leurs poulets. » (ibid. p. 22).

## Abolitionnisme pénal
Pour illustrer le fait que de multiples réponses différentes peuvent être envisagées pour un même conflit, Louk Hulsman a inventé la « parabole des cinq étudiants », :

« Cinq étudiants vivent en colocation. Un jour, l’un d’entre eux se jette sur la télévision et la brise. Il casse également des assiettes. Ses colocataires ont des attitudes différentes face à l’événement : l’une est furieuse, ne veut plus vivre avec lui et propose de l’exclure de la colocation. Un autre étudiant propose qu’il remplace les biens qu’il a cassé. Une autre préconise une solution médicale pensant que son ami est malade. La dernière personne propose que tous réfléchissent ensemble plus profondément sur ce qui ne fonctionne pas dans leur colocation. Il y a donc plusieurs solutions proposées pour le même conflit. La solution punitive, compensatoire, thérapeutique et conciliatoire. En vérité, la plupart des conflits interpersonnels sont dénoués en dehors du système pénal, grâce à des accords, à des médiations, à des décisions privées entre les intéressés. »

## Œuvres
- Louk Hulsman et Jacqueline Bernat de Celis, « Fondements et enjeux de la théorie de l’abolition du système pénal », Revue de l’Université de Bruxelles,‎ 1984, p. 297-337
- Louk Hulsman et Jacqueline Bernat de Celis, Peines perdues : le système pénal en question, Paris, Centurion, 1982, 182 p. (ISBN 978-2-227-12601-5)